# 大貫良夫
大貫 良夫（おおぬき よしお、1937年6月17日 - ）は、日本の文化人類学者。東京大学教養学部名誉教授。書家・大貫思水は実父。

## 略歴
1937年、東京府で生まれた。1956年、都立戸山高校卒業。東京大学教養学部文化人類学科で学び、卒業。
卒業後は、東京大学教養学部助教授に就いた。後に同大学院総合文化研究科教授に昇任。1998年に東京大学を定年退官し、名誉教授となった。1998年に野外民族博物館リトルワールド館長に就任し、2024年まで務めた。一般社団法人日本書学館代表。クントゥル・ワシ博物館館長。

## 研究内容・業績
専門は文化人類学で、ラテンアメリカをフィールドとして古代文明を研究。ペルーのクントゥル・ワシ（w:Kuntur Wasi）の神殿発掘に携わった。

## 著作
著書
- 『黄金郷伝説：エル・ドラードの幻』講談社現代新書 1992
- 『アンデス：「夢の風景」』中央公論新社 2000
- 『アンデスの黄金 クントゥル・ワシの神殿発掘記』中公新書 2000

共著・編著
- 『文明の誕生』(ビジュアル版>世界の歴史 1) 江坂輝弥共著、講談社 1984
- 『民族移動と文化編集』NTT出版 1993
- 『モンゴロイドの地球：最初のアメリカ人』東京大学出版会 1995
- 『文化人類学の展開』木村秀雄共編、北樹出版 1998
- 『人類の起原と古代オリエント』(世界の歴史 1) 前川和也・渡辺和子・屋形禎亮共著、中央公論社 1998
  - 文庫化 中公文庫 2009
- 『生態の地域史』川田順造共編、山川出版社 2000
- 『古代アンデス：神殿から始まる文明』加藤泰建・関雄二共著、朝日選書 2010

訳書
- 『南米の謎をさぐる』(図説探検の世界史 7) マーシア・ウィリス著、集英社 1975
- 『アマゾニア：偽りの楽園における人間と文化』B・J・メガーズ（英語版）著、社会思想社(現代教養文庫) 1977
- 『幻の民トゥパリ』フランツ・カスパール著、照島君子共訳、集英社 1977
- 『最古のアメリカ人』ロバート・クレイボーン（英語版）編、タイムライフブックス 1977
- 『文明の誕生』コリン・レンフルー著、岩波書店(岩波現代選書) 1979
- 『アンデス登攀記』(全2巻) エドワード・ウィンパー著、岩波文庫 2004-2005
- 『新世界の文明』ヨラン・ブレンフルト（ドイツ語版）著、朝倉書店 2005